# Velnačka glavica
Velnačka glavica je zaštićeno područje unutar parka prirode Velebit. Nalazi se kod Brušana.
U upisniku zaštićenih područja Ministarstva kulture RH Velnačka glavica je kategorizirana kao spomenik prirode. 
Velnačka glavica je geološko-paleontološki spomenik prirode, jer se u njoj nalaze 32 vrste fosilne flore i faune koje su se uspjele sačuvati netaknutima još iz doba starije geološke prošlosti, perma.